# دانشگاه آزاد اسلامی واحد داراب
دانشگاه آزاد اسلامی واحد داراب، یکی از واحدهای دانشگاه آزاد اسلامی در شهر داراب است. این دانشگاه در سال ۱۳۶۶ تأسیس گردید و هم‌اکنون دارای ۱۴۱۰ دانشجو و ۸۲ رشته در مقاطع دکتری، کارشناسی ارشد، کارشناسی و کاردانی است. این دانشگاه از واحدهای مجری علوم پزشکی دانشگاه آزاد به‌شمار می‌رود.